# Zatory
Zatory è un comune rurale polacco del distretto di Pułtusk, nel voivodato della Masovia.
Ricopre una superficie di 121,62 km² e nel 2004 contava 4 786 abitanti.